# 스트라바그
스트라바그(독일어: Strabag)는 오스트리아의 건설회사다. 오스트리아에서 가장 큰 건설 회사이며 유럽에서 가장 큰 건설 회사 중 하나다.

## 주요 프로젝트
주요 프로젝트로는 1964년 완공된 북해의 알테베저 등대, 1988년 완공된 이라크의 바스라 국제공항, 2002년 완공된 덴마크의 코펜하겐 지하철, 2002년 완공된 뉴질랜드의 마나포우리 제2 방수로 터널, 2006년 완공된 불가리아의 소피아 공항 제2터미널, 2007년 완공된 몬테네그로의 브르마츠 터널, 2010년 완공된 아일랜드의 리머릭 터널, 2013년 완공된 캐나다의 나이아가라 제3 수력 터널 등이 있다.